# Phrurolithus festivus
Phrurolithus festivus és una espècie d'aranyes araneomorfes de la família dels frurolítids (Phrurolithidae). Fou descrita per primera vegada l'any 1835 per C. L. Koch amb el nom de Macaria festiva. El 1839 C. L. Koch la va denominar Phrurolithus festivus.
Aquesta espècie es troba distribuïda per Europa, Turquia, el Caucas, Rússia, Xina, Corea i Japó.

## Descripció i hàbitat
Els mascles mesuren de 2,2 a 2,9 mm i les femelles de 2,4 a 3,2 mm. Es troba en hàbitats secs (prats secs, vinyes, etc.), en boscos assolellats i en bancs sorrencs a prop de l'aigua –d'un riu o llac–, fins a 1350 m d'altitud.

## Sinonímies
Segons el World Spider Catalog del 2 de gener de 2019, existeixen les següents sinonímies reconegudes:
- Macaria festiva C. L. Koch, 1835
- Drassus propinquus Blackwall, 1854
- Phrurolithum festivum Simon, 1864
- Micariosoma festivum Simon, 1878
- Liocranum celer O. Pickard-Cambridge, 1879
- Agroeca celer O. Pickard-Cambridge, 1893
- Micariosoma festivum Becker, 1896
- Scotina celer' Roewer, 1955